# Mathias Frank
Mathias Frank (Roggliswil, cantó de Lucerna, 9 de desembre de 1986) fou un ciclista suís, professional des del 2008 fins al 2021. El 2016 aconseguí una victòria d'etapa a la Volta a Espanya amb final a l'Alt del Mas de la Costa.

## Palmarès
- 2004
  -  Campió de Suïssa sub-19 d'escalada
- 2006
  - Vencedor d'una etapa del Tour dels Aeroports
- 2007
  -  Campió de Suïssa sub-23 en contrarellotge
  - 1r a la Thüringen-Rundfahrt i vencedor d'una etapa
  - Vencedor d'una etapa del Gran Premi Guillem Tell
- 2008
  - 1r al Gran Premi de la Selva Negra
- 2009
  - 1r al Gran Premi Guillem Tell
- 2010
  - Vencedor de la classificació de la muntanya  i dels esprints  de la Volta a Suïssa
- 2013
  - Vencedor de 2 etapes de la Volta a Àustria
  - Vencedor d'una etapa del USA Pro Cycling Challenge
- 2014
  - Vencedor d'una etapa del Critèrium Internacional i vencedor de la classificació dels punts i de la muntanya
  - Vencedor d'una etapa de la Volta a Baviera
- 2016
  - Vencedor d'una etapa de la Volta a Espanya

### Resultats a la Volta a Espanya
- 2008. Abandona (13a etapa)
- 2011. 94è de la classificació general
- 2016. 37è de la classificació general. Vencedor d'una etapa
- 2020. Abandona (1a etapa)

### Resultats al Tour de França
- 2010. No surt (1a etapa)
- 2014. No surt (8a etapa)
- 2015. 8è de la classificació general
- 2016. Abandona (14a etapa)
- 2017. 30è de la classificació general
- 2018. 55è de la classificació general
- 2019. 48è de la classificació general

### Resultats al Giro d'Itàlia
- 2011. 85è de la classificació general
- 2012. 83è de la classificació general